# 5404 Uemura
Az 5404 Uemura (ideiglenes jelöléssel 1991 EE1) a Naprendszer kisbolygóövében található aszteroida. Kin Endate,  Vatanabe Kazuró fedezte fel 1991. március 15-én.